# Beniflá
Beniflá (en valenciano y oficialmente, Beniflà) es un municipio de la Comunidad Valenciana, España. Perteneciente a la provincia de Valencia, en la comarca de la Safor. Cuenta con una población de 502 habitantes (INE 2024) y es el segundo pueblo más pequeño en superficie de la comarca.

## Geografía

Término municipal de Beniflá dentro de la comarca de La Safor

Situado en la margen derecha del río Serpis. La superficie del término es completamente llana. El río Serpis sigue el perfil del límite occidental.
El clima es mediterráneo: los vientos más frecuentes son el poniente y el norte; este último es el que trae las lluvias.
Desde Valencia, se accede a esta localidad a través de la N-332 para enlazar con la CV-680.

### Localidades limítrofes
El término municipal de Beniflá limita con las siguientes localidades:
Beniarjó, Fuente Encarroz, Palma de Gandía y Potríes, todas ellas de la provincia de Valencia.

## Historia
Antigua alquería de origen musulmán, cuyo territorio pertenecía al término general del Rebollet. Tras la conquista mantuvo su población musulmana hasta la expulsión de los moriscos en 1609, fecha en que tenía algo más de 100 habitantes. Perteneció a la familia de los Carroç y al ducado de Gandía. Hasta finales del siglo XVII estuvo prácticamente deshabitada, iniciando entonces una recuperación demográfica que la llevó a lograr los 360 habitantes en 1794. A principios del siglo XIX se abandonó el cultivo de la morera, y a consecuencia de la recesión económica que supuso, la población sufrió un descenso progresivo.

## Demografía
Beniflá cuenta con una población de 502 habitantes (INE 2024).
| Gráfica de evolución demográfica de Beniflá entre 1842 y 2021                                                       |
| |
| Población de derecho según los censos de población del INE Población de hecho según los censos de población del INE |

## Economía
Los cultivos son en su mayor parte de regadío, cosechándose naranjas y hortalizas. Se riega con aguas del río Serpis a través de la Acequia Madre.

## Administración y política
| Periodo   | Nombre                                                                | Partido              |
| --------- | --------------------------------------------------------------------- | -------------------- |
| 1979-1983 | Miguel Faus Soldevila                                                 | PSPV-PSOE            |
| 1983-1987 | Miguel Faus Soldevila                                                 | PSPV-PSOE            |
| 1987-1991 | Miguel Faus Soldevila                                                 | PSPV-PSOE            |
| 1991-1995 | Miguel Faus Soldevila                                                 | PSPV-PSOE            |
| 1995-1999 | Miguel Faus Soldevila                                                 | PSPV-PSOE            |
| 1999-2003 | Miguel Faus Soldevila                                                 | PSPV-PSOE            |
| 2003-2007 | Miguel Faus Soldevila                                                 | PSPV-PSOE            |
| 2007-2011 | Salvador Castella Navarro / Germán Artés Serrano / David Ribas Gasent | CVa / PP / PSPV-PSOE |
| 2011-2015 | David Ribas Gasent                                                    | PSPV-PSOE            |
| 2015-2019 | David Ribas Gasent                                                    | PSPV-PSOE            |
| 2019-2023 | Borja Gironés Pérez                                                   | PP                   |

## Patrimonio
- Ruta de los Monasterios de Valencia. Beniflá se encuentra enclavado dentro del itinerario de esta ruta monumental y cultural inaugurada en 2008, que discurre por la localidad.

## Fiestas locales
- Fiestas Mayores. Celebra fiestas patronales San Jaime el 25 de julio.